# Polygonia creas
Polygonia creas är en fjärilsart som beskrevs av Edwards 1870. Polygonia creas ingår i släktet Polygonia och familjen praktfjärilar. Inga underarter finns listade i Catalogue of Life.